# プラタープ・シング (タンジャーヴール・マラーター王)
プラタープ・シング（マラーティー語：तंजावरचे प्रतापसिंह, Pratap Singh, 1694年あるいは1696年以降 - 1763年12月16日）は、南インドのタミル地方、タンジャーヴール・マラーター王国の君主（在位：1739年 - 1763年）。

## 生涯
1739年、タンジャーヴール・マラーター王国の首都タンジャーヴールがチャンダー・サーヒブに占領された。王であるシャーフージー2世が廃位されたとき、ヴィヤンコージー2世の弟プラタープ・シングに王になるよう手紙が送られた。彼は当初王になる気はなかったが、しぶしぶ王になったという。
プラタープ・シングは治世の最初、シャーフージー2世を名乗る偽物に悩まされることとなった。のち、タンジャーヴールの権臣であったサイイドがこれに関与していることを知り、彼を投獄して殺害した。
タンジャーヴールはチャンダー・サーヒブの支配下にあったが、1740年になってようやくシャーフージーがマラーター王国に送った援軍要請により、ナーグプルのボーンスレー家が大軍を引き連れてやってきた。これによりチャンダー・サーヒブはマラーター軍への対応を迫られ、タンジャーヴールは解放された。
同年5月20日、マラーター軍はダーマルチェルヴの戦いで勝利し、カルナータカ太守ドースト・アリー・ハーンは死亡し、チャンダー・サーヒブはティルチラーパッリに逃げた。プラタープ・シングはティルチラーパッリ包囲戦に援兵を送っている。
しかし、1743年にニザーム王国の軍勢が南インドに遠征で侵入し、8月にティルチラーパッリを落とすと（ティルチラーパッリ包囲戦）、タンジャーヴール・マラーター王国はその従属下に置かれ、貢納を払わざる得なくなった。

### カーナティック戦争において
1748年以降、カルナータカ地方政権とニザーム王国の継承問題により、第二次カーナティック戦争が勃発したが、プラタープ・シングはイギリス側のムハンマド・アリー・ハーンとナーシル・ジャングに味方した。
1751年6月12日、プラタープ・シングはイギリスの依頼により、タンジャーヴールに逃げていたチャンダー・サーヒブを処刑した。
しかし、その処刑後にムハンマド・アリー・ハーンとマイソール王国の間でティルチラーパッリの支配をめぐり争われることとなり、プラタープ・シングは前者に味方し、1755年4月までその周辺で争いが続いた。
1758年、第三次カーナティック戦争が勃発すると、フランスがタンジャーヴールに向けて進軍したため、プラタープ・シングはイギリスに味方し、イギリスの小隊とともにフランス軍に散発的な攻撃を行った。

### 晩年と死
プラタープ・シングは晩年、かつて同盟していたムハンマド・アリー・ハーンとの関係が悪化したのみならず、ラームナードやプドゥコーッタイといったパーライヤッカーラルとの関係も悪化し、これらと争うこととなった。
1763年12月16日、プラタープ・シングは死亡し、息子のトゥラジャージー2世が王位を継承した。